# Självständighetspartiet (Finland)
Självständighetspartiet (finska: Itsenäisyyspuolue) är ett politiskt parti i Finland, som bildades 1994 och är emot landets medlemskap i EU. Ordförande är Antti Pesonen.

## Partinamn
Partiet infördes partiregistret 15 november 1994 som Vapaan Suomen Liitto – Förbundet för det Fria Finland r.p. och avfördes ur partiregistret 12 april 1999 men återinfördes igen 13 juni 2000 under samma namn. 6 september 2004 ändrades namnet till Itsenäisyyspuolue  Vapaan  Suomen  Liitto  r.p., Självständighetspartiet Förbundet för det Fria Finland r.p. och ändrades igen 9 augusti 2006 till Itsenäisyyspuolue r.p., Självständighetspartiet r.p. 15 januari 2020 ändrades namnet i partiregistret till Tasapainon puolesta – IPU – För jämvikt r.p.